# Rafael Moreno
Rafael "Pichichi" Moreno Aranzadi, född 23 maj 1892 i Bilbao, död 1 mars 1922 i Bilbao, var en spansk fotbollsspelare. Han har fått utmärkelsen Pichichi uppkallat efter sig.
Moreno blev olympisk silvermedaljör i fotboll vid sommarspelen 1920 i Antwerpen.